# Sempervivum pumilum
Sempervivum pumilum ist eine Pflanzenart aus der Gattung der Hauswurzen (Sempervivum) in der Familie der Dickblattgewächse (Crassulaceae).

## Beschreibung

### Vegetative Merkmale
Sempervivum pumilum wächst als offene, gruppenbildende Rosettenpflanze mit einem Durchmesser von 1 bis 2 Zentimeter und bildet zahlreiche Ausläufer von bis zu 1 Zentimeter Länge. Die ausgebreiteten, lanzettlichen oder länglich lanzettlichen, spitzen oder kurz spitz zulaufenden Laubblätter sind manchmal kahl. Sie sind gräulich grün und auf beiden Seiten konvex. Die Blattspreite ist etwa 10 Millimeter lang, 3 bis 4 Millimeter breit und etwa 2 Millimeter dick.

### Generative Merkmale
Der Blütentrieb erreicht eine Länge von 4 bis 10 Zentimeter. Er trägt lanzettliche bis linealisch-lanzettliche, spitz zulaufende, fast aufrechte Blätter, die 10 bis 15 Millimeter lang sind. Der wenigblütige Blütenstand besteht aus zwei bis drei sehr kurzen Wickeln. Die zehn- bis zwölfzähligen Blüten weisen einen Durchmesser von etwa 2 Zentimeter auf. Ihre spitzen oder kurz spitz zulaufenden, rötlichen, purpurfarben gespitzten, etwa 5 Millimeter langen Kronblätter sind auf einer Länge von bis zu 2,5 Millimeter miteinander verwachsen. Die lanzettlichen bis länglich lanzettlichen, kleinspitzigen oder kurz spitz zulaufenden Kelchblätter weisen eine Länge von etwa 10 Millimeter auf. Sie sind rosapurpurfarben und besitzen hellere Ränder. Die 4 bis 6 Millimeter langen Staubfäden sind purpurfarben, die Staubbeutel rotpurpurfarben. Der längliche, stumpfe Griffel ist grün oder purpurfarben. Die quadratischen Nektarschüppchen sind grün.
Die Blütezeit ist Juli.

### Genetik
Die Chromosomenzahl beträgt {\displaystyle 2n=34}.

## Systematik und Verbreitung
Sempervivum pumilum ist im Norden des Kaukasus in Russland und Georgien (Ossetien) in der alpinen Zone und im Trockenbusch in Höhen von 1300 bis 3000 Metern verbreitet.
Die Erstbeschreibung durch Friedrich August Marschall von Bieberstein wurde 1808 veröffentlicht.

## Nachweise